# Jammu & Kashmir National Conference

Das Parteibanner der Jammu & Kashmir National Conference ist von der Staatsflagge von Jammu und Kashmir abgeleitet und zeigt einen stilisierten Pflug

Jammu & Kashmir National Conference (JKNC) ist eine Partei im indischen Bundesstaat Jammu und Kashmir (Bundesstaat) (bis 2019) bzw. im gleichnamigen Unionsterritorium.

## Geschichte

### Britisch-Indien

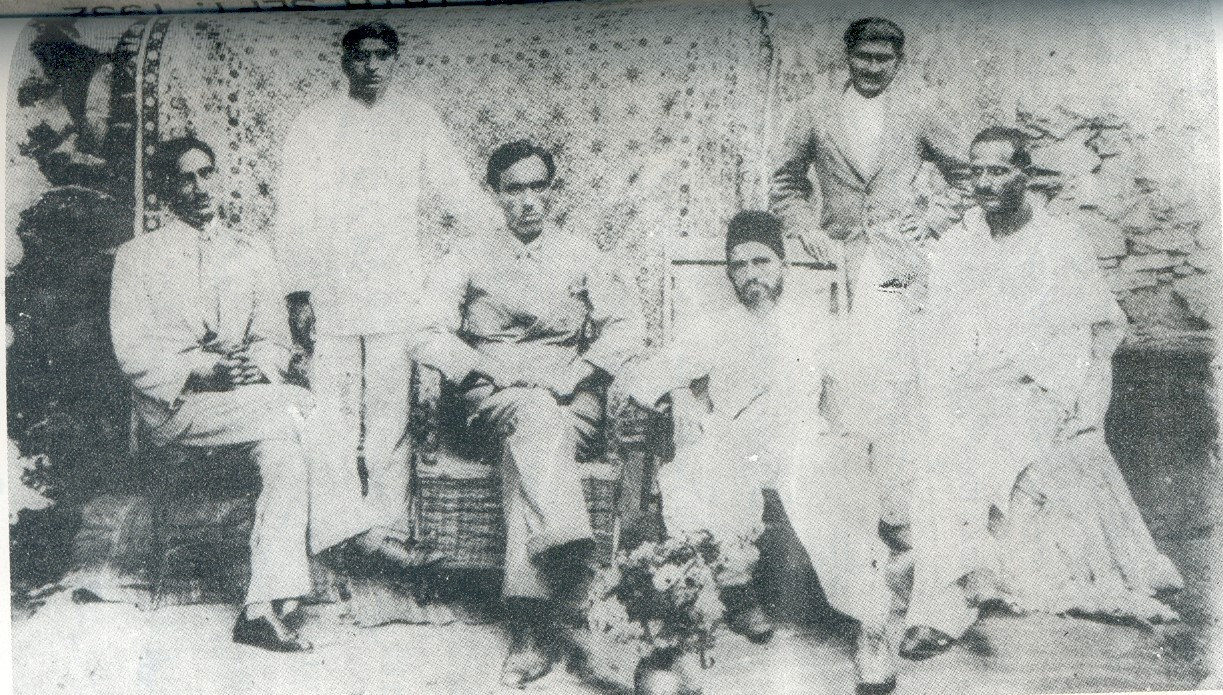
Mohammed Abdullah (3. von links) mit anderen kaschmirischen Aktivisten 1931

Im Oktober 1932 wurde die All Jammu and Kashmir Muslim Conference durch Scheich Mohammed Abdullah gegründet. Das Ziel dieser ersten politischen Partei im damaligen indischen Fürstenstaat Kashmir und Jammu war die Interessenvertretung der Bevölkerung im absolutistisch regierten Fürstentum und die Integration des Landes nach Indien. Entgegen der Namensgebung wandte sich die Partei von Anfang an nicht nur an Muslime, sondern auch an Angehörige anderer Glaubensrichtungen. Am 10./11. Juni 1939 wurde die Partei deswegen schließlich von „Muslim Conference“ in „National Conference“ umbenannt. Strenggläubige Muslime verließen daraufhin die Partei und gründeten unter dem alten Namen All Jammu and Kashmir Muslim Conference eine neue, rein muslimische Partei.
Anlässlich des 100. Jahrestages des Vertrags von Amritsar nach dem ersten Sikh-Krieg wurde im Mai 1946 durch Mohammed Abdullah und die JKNC die Bewegung „Quit Kashmir“ ins Leben gerufen. Die Namensgebung erfolgte in Anlehnung an die „Quit-India“-Bewegung von 1942. Die Bewegung hatte das Ziel, den damaligen Verkauf Kaschmirs durch die Britische Ostindien-Kompanie an den Raja von Jammu Gulab Singh als Unrecht zu brandmarken und forderte den Anschluss Kaschmirs an Indien. Mohammed Abdullah wurde daraufhin mit mehreren Gesinnungsgenossen inhaftiert und des Umsturzversuchs angeklagt. Nach massiven Protesten in der indischen Öffentlichkeit und nachdem auch sein damaliger Freund Jawaharlal Nehru sich anerboten hatte, die Verteidigung vor Gericht zu übernehmen, wurde er nach 16 Monaten Haft im September 1947 wieder freigelassen.
Nach der Teilung Britisch-Indiens und der Bildung des Muslim-Staates Pakistan am 14. August 1947 fielen von Pakistan unterstützte Freischärler in Kaschmir ein. Der Maharaja von Kashmir und Jammu Hari Singh floh aus seiner Residenz Srinagar und unterzeichnete am 26. Oktober 1947 einen Vertrag über den Anschluss seines Fürstenstaats an Indien. Daraufhin marschierten indische Truppen in Kaschmir ein, was zum ersten indisch-pakistanischen Krieg führte. Am 30. Oktober 1947 wurde Mohammed Abdullah durch den Maharaja mit der Leitung der Staatsgeschäfte in Kaschmir beauftragt.

### Nach der Unabhängigkeit Indiens 1947

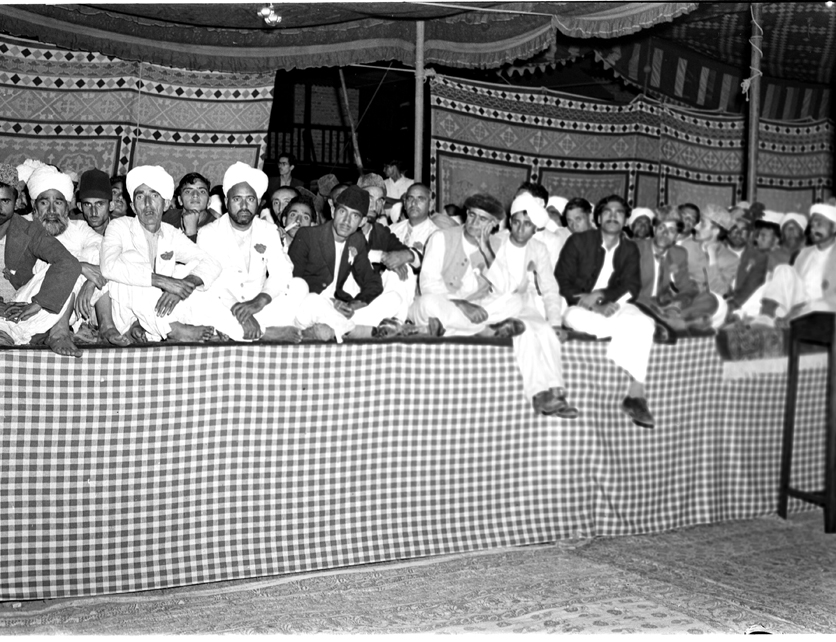
Delegierte auf einer Konferenz der Jammu and Kashmir National Conference in Srinagar 1949

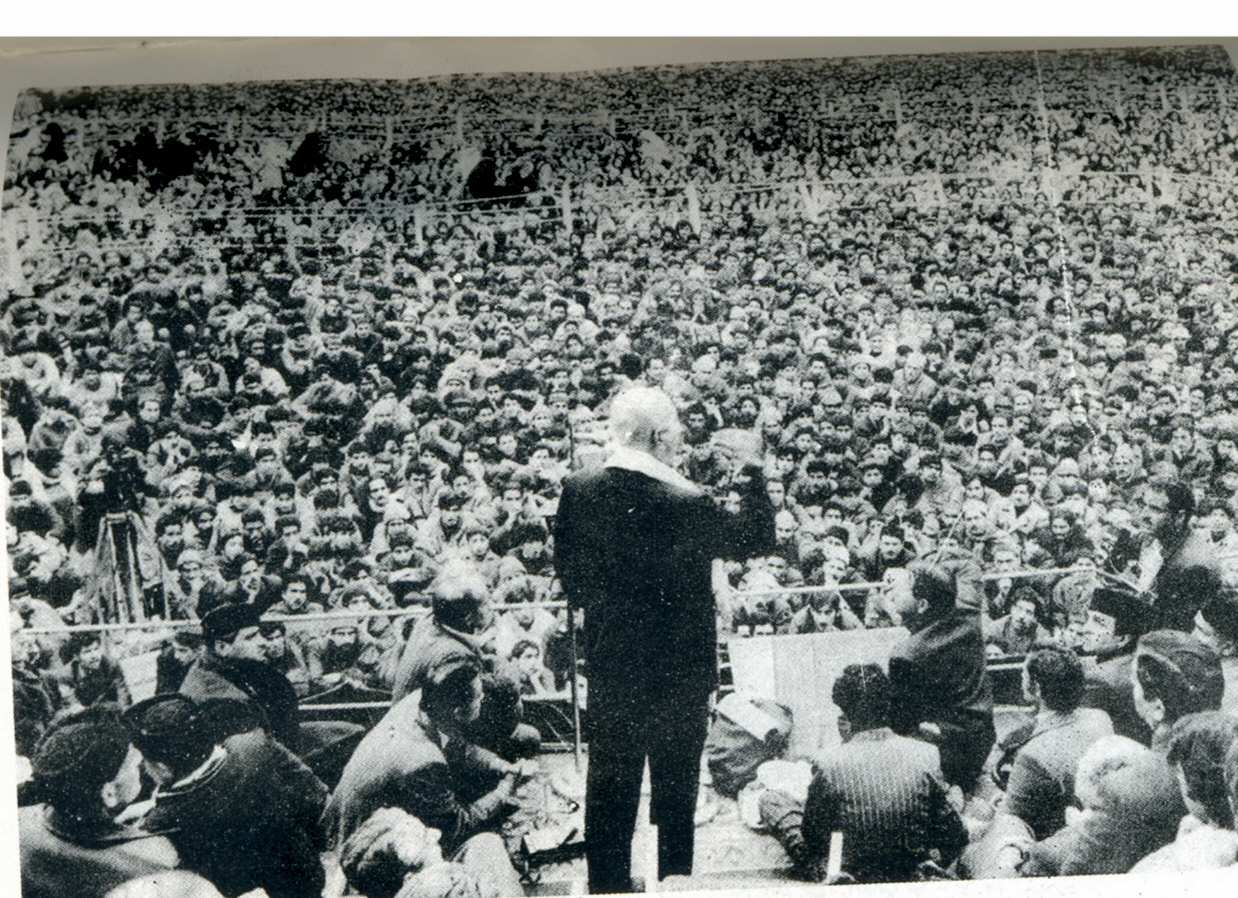
Mohammed Abdullah bei einer Rede in Srinagar 1975

Bei den ersten Wahlen zum Regionalparlament von Jammu und Kashmir im September 1951 gewann die JKNC alle 75 Sitze, wobei sie praktisch keine Gegenkandidaten hatte. Mohammed Abdullah wurde Premierminister von Jammu und Kashmir und blieb in diesem Amt bis zu seiner Absetzung und Inhaftierung am 8. August 1953. Er wurde der Verschwörung gegen den Staat angeklagt und unter dem Kashmir Conspiracy Case zu elf Jahren Haft verurteilt. Sein Nachfolger im Amt des Premierministers wurde sein bisheriger Stellvertreter Bakshi Ghulam Mohammad, der als Vertrauter Nehrus galt. Im Februar 1975 wurde Abdullah wieder Chief Minister von Jammu und Kashmir. Die Wahlen zum Regionalparlament 1977 gewann die JKNC und nach Abdullahs Tod am 8. September 1982 folgte ihm sein Sohn Farooq Abdullah in diesem Amt.
Bei der Wahl im Juni 1983 erhielt die von Farooq Abdullah geführte JKNC erneut eine deutliche Stimmenmehrheit. Im Juli kam es zur Abspaltung eines Parteiflügels der JKNC unter Führung des Schwagers von Farooq Abdullah, Ghulam Mohammad Shah. Letztlich aus rein machtpolitischem Kalkül wurde Farooq Abdullah auf Betreiben Indira Gandhis durch den Gouverneur Jagmohan entlassen und Ghulam Mohammad Shah wurde an seiner Stelle zum Chief Minister ernannt. Jedoch wurde auch dessen Regierung im März 1986 entlassen und der Bundesstaat wurde unter president’s rule gestellt. Bei den Regionalwahlen 1987 gewann die JKNC, die ein Wahlbündnis mit der Kongresspartei eingegangen war, eine Mehrheit und Farooq wurde erneut Chief Minister. Allerdings kam es bei dieser Wahl zu eklatanten Unregelmäßigkeiten, so dass sie weithin als manipuliert angesehen wurde. Der Wahlgewinner Farooq Abdullah wurde dadurch in den Augen vieler Kaschmiris diskreditiert. 1990 wurde Abdullah erneut auf Betreiben der indischen Zentralregierung unter V. P. Singh abgesetzt, da Jammu und Kashmir durch die Aktivitäten islamischer Mudschaheddin und anderer Freischärler, die vom benachbarten Pakistan aus logistisch unterstützt wurden, in einen Zustand der Anarchie geraten war. Jammu und Kashmir wurde wieder unter president's rule gestellt und nahm auch nicht an der gesamtindischen Parlamentswahl 1991 teil. Bei der Wahl zum Regionalparlament 1996 gewann die von Farooq geführte JKNC 57 der 87 Sitze und stellte anschließend mit Farooq Abdullah wieder den Chief Minister. Zwischen 1998 und 2002 schloss sich die JKNC der National Democratic Alliance, einem Parteienbündnis unter Führung der Bharatiya Janata Party (BJP) an und war auch personell im Koalitionskabinett unter Ministerpräsident Vajpayee vertreten. Bei der Wahl 2002 zum Parlament von Jammu und Kashmir erhielt sie jedoch nur 28 Sitze, auch weil diese Allianz mit der BJP bei den Wählern unpopulär war. 2003 kündigte die JKNC ihr Bündnis mit der BJP wieder auf.
Bei der Wahl vom Dezember 2008 wurde die mittlerweile von Farooqs Sohn Omar Abdullah geführte JKNC mit 28 Sitzen stärkste Partei, vor der Kongresspartei, die 17 Sitze gewann. Am 5. Januar 2009 wurde Omar Abdullah Chief Minister einer Koalitionsregierung. Nach der Wahl schloss sich die JKNC der von der Kongresspartei geführten Parteienallianz United Progressive Alliance (UPA) an. Bei der Parlamentswahl in Indien 2009 erhielt die JKNC knapp 500.000 Stimmen (0,12 % der gesamtindischen Stimmen) und gewann damit 3 der 6 Wahlkreise in Jammu und Kashmir. Farooq Abdullah wurde danach im Kabinett der Koalitionsregierung unter Premierminister Manmohan Singh Minister für neue und regenerative Energien. Bei der Parlamentswahl in Indien 2014 führte die JKNC erneut zusammen mit der Kongresspartei den Wahlkampf in Jammu und Kashmir, konnte aber keinen Wahlkreis gewinnen. Im Juli 2014 erklärte sie daraufhin ihren Austritt aus dem UPA-Parteienbündnis. Auch bei der Parlamentswahl in Jammu und Kashmir November/Dezember 2014 erlitt sie Verluste, so dass Omar Abdullah von seinem Posten als Chief Minister zurücktrat.

## Wahlergebnisse
Die folgende Tabelle zeigt die Wahlergebnisse bei den gesamtindischen Parlamentswahlen sowie zu den Wahlen in Jammu und Kashmir.
| Jahr | Wahl                                                       | Parlamentssitze |
| ---- | ---------------------------------------------------------- | --------------- |
| 1951 | Parlamentswahl in Jammu und Kashmir 1951                   | 75/75           |
| 1957 | Parlamentswahl in Jammu und Kashmir 1957                   | 68/75           |
| 1962 | Parlamentswahl in Jammu und Kashmir 1962                   | 70/75           |
| 1967 | Wahl zur Lok Sabha 1967                                    | 1/522           |
| 1967 | Parlamentswahl in Jammu und Kashmir 1967                   | 8/75            |
| 1971 | Wahl zur Lok Sabha 1971 (keine Teilnahme)                  | 0/520           |
| 1972 | Parlamentswahl in Jammu und Kashmir 1972 (keine Teilnahme) | 0/75            |
| 1977 | Wahl zur Lok Sabha 1977                                    | 2/542           |
| 1977 | Parlamentswahl in Jammu und Kashmir 1977                   | 47/76           |
| 1980 | Wahl zur Lok Sabha 1980                                    | 3/529           |
| 1983 | Parlamentswahl in Jammu und Kashmir 1983                   | 46/76           |
| 1984 | Wahl zur Lok Sabha 1984                                    | 3/514           |
| 1987 | Parlamentswahl in Jammu und Kashmir 1987                   | 40/76           |
| 1989 | Wahl zur Lok Sabha 1989                                    | 3/529           |
| 1996 | Wahl zur Lok Sabha 1996                                    | 0/543           |
| 1996 | Parlamentswahl in Jammu und Kashmir 1996                   | 57/87           |
| 1998 | Wahl zur Lok Sabha 1998                                    | 3/543           |
| 1999 | Wahl zur Lok Sabha 1999                                    | 4/543           |
| 2002 | Parlamentswahl in Jammu und Kashmir 2002                   | 28/87           |
| 2004 | Wahl zur Lok Sabha 2004                                    | 2/543           |
| 2008 | Parlamentswahl in Jammu und Kashmir 2008                   | 28/87           |
| 2009 | Wahl zur Lok Sabha 2009                                    | 3/543           |
| 2014 | Wahl zur Lok Sabha 2014                                    | 0/543           |
| 2014 | Parlamentswahl in Jammu und Kashmir 2014                   | 15/87           |